# Rogers Cup 2019
Canadian Open 2019 (спонсорська назва Rogers Cup presented by National Bank 2019) - тенісний турнір, що проходив на відкритих кортах з твердим покриттям IGA Stadium у Монреалі та Aviva Centre у Торонто (Канада). Це був 139-й за ліком чоловічий турнір і 128-й - жіночий. Належав до категорії Мастерс 1000 в рамках Туру ATP 2019, а також до категорії Premier 5 в рамках Туру WTA 2019. Тривав з 5 до 11 серпня 2019 року.

## Очки і призові

### Нарахування очок
| Дисципліна                 | П    | Ф   | ПФ  | ЧФ  | 1/8 | 1/16 | 1/32 | Q   | Q2  | Q1  |
| Чоловіки, одиночний розряд | 1000 | 600 | 360 | 180 | 90  | 45   | 10   | 25  | 16  | 0   |
| Чоловіки, парний розряд    | 1000 | 600 | 360 | 180 | 90  | 0    | Н/Д  | Н/Д | Н/Д | Н/Д |
| Жінки, одиночний розряд    | 900  | 585 | 350 | 190 | 105 | 60   | 1    | 30  | 20  | 1   |
| Жінки, парний розряд       | 900  | 585 | 350 | 190 | 105 | 1    | Н/Д  | Н/Д | Н/Д | Н/Д |

### Призові гроші
| Дисципліна                 | П          | F        | ПФ       | ЧФ       | 1/8     | 1/16    | 1/32    | Q2     | Q1     |
| Чоловіки, одиночний розряд | $1,049,040 | $531,010 | $272,365 | $140,385 | $70,325 | $36,830 | $20,755 | $7,945 | $3,970 |
| Жінки, одиночний розряд    | $521,530   | $253,420 | $126,950 | $60,455  | $29,120 | $14,920 | $8,045  | $3,270 | $1,980 |
| Чоловіки, парний розряд    | $311,910   | $152,210 | $76,300  | $38,870  | $20,500 | $10,980 | Н/Д     | Н/Д    | Н/Д    |
| Жінки, парний розряд       | $148,605   | $75,060  | $37,160  | $18,705  | $9,490  | $4,690  | Н/Д     | Н/Д    | Н/Д    |

## Учасники основної сітки в рамках чоловічого турніру

### Сіяні пари
Нижче подано список сіяних гравців. Посів ґрунтується на рейтингу ATP станом на 29 липня 2019. Рейтинг і очки перед наведено на 5 серпня 2019.
| Сіяний | Рейтинг | Гравець               | Очки перед | Очки, що захищає | Очки здобуті | Очки після | Підсумок                                      |
| ------ | ------- | --------------------- | ---------- | ---------------- | ------------ | ---------- | --------------------------------------------- |
| 1      | 2       | Рафаель Надаль        | 7,945      | 1,000            | 1,000        | 7,945      | Чемпіон, — Данило Медведєв [8]                |
| 2      | 4       | Домінік Тім           | 4,755      | 10               | 180          | 4,925      | чвертьфінал, його переміг Данило Медведєв [8] |
| 3      | 7       | Александр Зверєв      | 4,005      | 180              | 180          | 4,005      | чвертьфінал, його переміг Карен Хачанов [6]   |
| 4      | 5       | Стефанос Ціціпас      | 4,045      | 600              | 10           | 3,455      | 2-ге коло, його переміг Губерт Гуркач [Alt]   |
| 5      | 6       | Кей Нісікорі          | 4,040      | 10               | 10           | 4,040      | 2-ге коло, його переміг Рішар Гаске           |
| 6      | 8       | Карен Хачанов         | 2,890      | 360              | 360          | 2,890      | півфінал, його переміг Данило Медведєв [8]    |
| 7      | 11      | Фабіо Фоніні          | 2,420      | 45               | 180          | 2,555      | чвертьфінал, його переміг Рафаель Надаль [1]  |
| 8      | 9       | Данило Медведєв       | 2,745      | 115              | 600          | 3,230      | Фіналіст,, його переміг Рафаель Надаль [1]    |
| 9      | 10      | Кевін Андерсон        | 2,500      | 360              | 0            | 2,140      | знялись через травму правого коліна           |
| 10     | 13      | Роберто Баутіста Аґут | 2,215      | 0                | 180          | 2,395      | чвертьфінал, його переміг Гаель Монфіс [16]   |
| 11     | 14      | Борна Чорич           | 2,195      | 45               | 45           | 2,195      | 2-ге коло, його переміг Адріан Маннаріно      |
| 12     | 15      | Джон Ізнер            | 2,085      | 90               | 45           | 2,040      | 2-ге коло, його переміг Cristian Garín        |
| 13     | 17      | Ніколоз Басілашвілі   | 1,975      | (45)†            | 90           | 2,020      | 3 коло, його переміг Александр Зверєв [3]     |
| 14     | 16      | Марин Чилич           | 2,030      | 180              | 90           | 1,940      | 3 коло, його переміг Домінік Тім [2]          |
| 15     | 18      | Давід Ґоффен          | 1,770      | 10               | 10           | 1,770      | 1 коло, його переміг Гвідо Пелья              |
| 16     | 20      | Гаель Монфіс          | 1,770      | 0                | 360          | 2,130      | півфінал знялись через травму щиколотки       |
| 17     | 19      | Мілош Раоніч          | 1,810      | 45               | 45           | 1,810      | 2-ге коло, його переміг Фелікс Оже-Аліассім   |

† 2018 року гравець не кваліфікувався на турнір. Тож його очки за потрапляння до 18-ти найкращих відраховано.

### Відмовились від участі
Гравці, які були б посіяні, якби не знялись з турніру.
| Рейтинг | Гравець                | Очки перед | Очки, що захищає | Очки після | Причина       |
| ------- | ---------------------- | ---------- | ---------------- | ---------- | ------------- |
| 1       | Новак Джокович         | 12,415     | 90               | 12,325     | Розклад       |
| 3       | Роджер Федерер         | 7,460      | 0                | 7,460      | Розклад       |
| 12      | Хуан Мартін дель Потро | 2,230      | 0                | 2,230      | Травма коліна |

### Інші учасники
Учасники, що потрапили до основної сітки завдяки вайлд-кард:
- Пітер Поланскі
- Вашек Поспішил
- Брейден Щур
- Жо-Вілфрід Тсонга

Учасники, що потрапили до основної сітки як особливий виняток:
- Петер Гойовчик

Гравці, що потрапили до основної сітки через стадію кваліфікації:
- Dan Evans
- Ілля Івашко
- Бредлі Клан
- Kwon Soon-woo
- Фелісіано Лопес
- Томмі Пол
- Бернард Томіч

Учасники, що потрапили до основної сітки як заміна:
- Губерт Гуркач

Як щасливий лузер в основну сітку потрапили такі гравці:
- Джон Міллман

### Відмовились від участі
До початку турніру
- Кевін Андерсон → його замінив  Губерт Гуркач
- Маттео Берреттіні → його замінив  Джон Міллман
- Пабло Куевас → його замінив  Григор Димитров
- Хуан Мартін дель Потро → його замінив  Джордан Томпсон
- Новак Джокович → його замінив  Михайло Кукушкін
- Роджер Федерер → його замінив  Рішар Гаске
- Френсіс Тіафо → його замінив  Cameron Norrie
- Фернандо Вердаско → його замінив  Мартон Фучович

## Учасники основної сітки в парному розряді

### Сіяні пари
| Країна     | Гравець               | Країна    | Гравець            | Рейтинг1 | Сіяний |
| ---------- | --------------------- | --------- | ------------------ | -------- | ------ |
| Колумбія   | Хуан Себастьян Кабаль | Колумбія  | Роберт Фара        | 2        | 1      |
| Польща     | Лукаш Кубот           | Бразилія  | Марсело Мело       | 9        | 2      |
| Хорватія   | Мате Павич            | Бразилія  | Бруно Соарес       | 25       | 3      |
| Франція    | Ніколя Маю            | Франція   | Едуар Роже-Васслен | 27       | 4      |
| Нідерланди | Жан-Жульєн Роєр       | Румунія   | Горія Текеу        | 28       | 5      |
| Фінляндія  | Генрі Контінен        | Австралія | Джон Пірс          | 29       | 6      |
| США        | Боб Браян             | США       | Майк Браян         | 34       | 7      |
| Хорватія   | Нікола Мектич         | Хорватія  | Франко Шкугор      | 37       | 8      |

- Рейтинг подано станом на 29 липня 2019

### Інші учасники
Нижче наведено пари, які отримали вайлдкард на участь в основній сітці:
- Фелікс Оже-Аліассім /   Вашек Поспішил
- Фелісіано Лопес /  Енді Маррей
- Пітер Поланскі /  Брейден Щур

## Учасниці основної сітки в рамках жіночого турніру

### Сіяні пари
| Країна          | Гравчиня            | Рейтинг1 | Сіяна |
| --------------- | ------------------- | -------- | ----- |
| Австралія       | Ешлі Барті          | 1        | 1     |
| Японія          | Наомі Осака         | 2        | 2     |
| Чехія           | Кароліна Плішкова   | 3        | 3     |
| Румунія         | Сімона Халеп        | 4        | 4     |
| Нідерланди      | Кікі Бертенс        | 5        | 5     |
| Україна         | Еліна Світоліна     | 7        | 6     |
| США             | Слоун Стівенс       | 8        | 7     |
| США             | Серена Вільямс      | 9        | 8     |
| Білорусь        | Арина Соболенко     | 10       | 9     |
| Латвія          | Анастасія Севастова | 11       | 10    |
| Швейцарія       | Белінда Бенчич      | 12       | 11    |
| Німеччина       | Анджелік Кербер     | 13       | 12    |
| Велика Британія | Джоанна Конта       | 14       | 13    |
| США             | Медісон Кіз         | 17       | 14    |
| Данія           | Каролін Возняцкі    | 18       | 15    |
| Естонія         | Анетт Контавейт     | 19       | 16    |

- 1 Рейтинг подано станом на 29 липня 2019

### Інші учасниці
Учасниці, що потрапили до основної сітки завдяки вайлд-кард:
- Ежені Бушар
- Лейла Енні Фернандес
- Світлана Кузнецова
- Крістіна Младенович
- Марія Шарапова

Гравчині, що потрапили до основної сітки через стадію кваліфікації:
- Катерина Александрова
- Марія Бузкова
- Дженніфер Брейді
- Франсеска Ді Лорензо
- Місакі Дой
- Полона Герцог
- Татьяна Марія
- Анастасія Потапова
- Алісон Ріск
- Іга Швйонтек
- Айла Томлянович
- Ван Сю

Учасниці, що потрапили до основної сітки як заміна:
- Анастасія Павлюченкова

Як щасливий лузер в основну сітку потрапили такі гравчині:
- Ч Шуай

### Відмовились від участі
До початку турніру
- Аманда Анісімова → її замінила  Анастасія Павлюченкова
- Петра Квітова → її замінила  Вінус Вільямс
- Гарбінє Мугуруса → її замінила  Чжен Сайсай
- Леся Цуренко → її замінила  Ч Шуай
- Ван Цян → її замінила  Каміла Джорджі
- Маркета Вондроушова → її замінила  Вікторія Азаренко

### Знялись
- Сімона Халеп (травма лівої ноги)
- Татьяна Марія (left abdominal injury)
- Карла Суарес Наварро (травма правого стегна)
- Айла Томлянович (left abdominal injury)
- Серена Вільямс (травма у верхній частині спини)

## Учасниці основної сітки в парному розряді

### Сіяні пари
| Країна            | Гравчиня             | Країна            | Гравчиня          | Рейтинг1 | Сіяна |
| ----------------- | -------------------- | ----------------- | ----------------- | -------- | ----- |
| Чехія             | Барбора Крейчикова   | Чехія             | Катерина Сінякова | 20       | 1     |
| Канада            | Габріела Дабровскі   | КНР               | Сюй Їфань         | 20       | 2     |
| Німеччина         | Анна-Лена Гренефельд | Нідерланди        | Демі Схюрс        | 28       | 3     |
| Бельгія           | Кірстен Фліпкенс     | Китайський Тайбей | Сє Шувей          | 29       | 4     |
| Китайський Тайбей | Чжань Хаоцін         | Китайський Тайбей | Латіша Чжань      | 30       | 5     |
| Білорусь          | Вікторія Азаренко    | Австралія         | Ешлі Барті        | 35       | 6     |
| США               | Ніколь Мелічар       | Чехія             | Квета Пешке       | 37       | 7     |
| Чехія             | Луціє Градецька      | Словенія          | Андрея Клепач     | 49       | 8     |

- 1 Рейтинг подано станом на 29 липня 2019

### Інші учасниці
Нижче наведено пари, які отримали вайлдкард на участь в основній сітці:
- Франсуаз Абанда /   Карсон Бренстін
- Ежені Бушар /  Шерон Фічмен
- Лейла Енні Фернандес /  Сімона Халеп

### Знялись
- Ян Чжаосюань (вірусне захворювання)

## Фінальна частина

### Одиночний розряд, чоловіки
- Рафаель Надаль —  Данило Медведєв, 6–3, 6–0

### Одиночний розряд, жінки
- Б'янка Андрееску —  Серена Вільямс, 3–1, знялася

### Парний розряд, чоловіки
- Марсель Гранольєрс /  Орасіо Себальйос —  Робін Гаасе /  Веслі Колгоф, 7–5, 7–5

### Парний розряд, жінки
- Барбора Крейчикова /  Катерина Сінякова —  Анна-Лена Гренефельд /  Демі Схюрс, 7–5, 6–0